# British Rail Class 165
British Rail Class 165 "Network Turbo" - typ spalinowych zespołów trakcyjnych wytwarzanych w latach 1990-1992 przez zakłady BREL w Yorku. Łącznie dostarczono 76 zestawów, które eksploatują obecnie dwaj przewoźnicy: Chiltern Railways oraz First Great Western. 

## Linki zewnętrzne

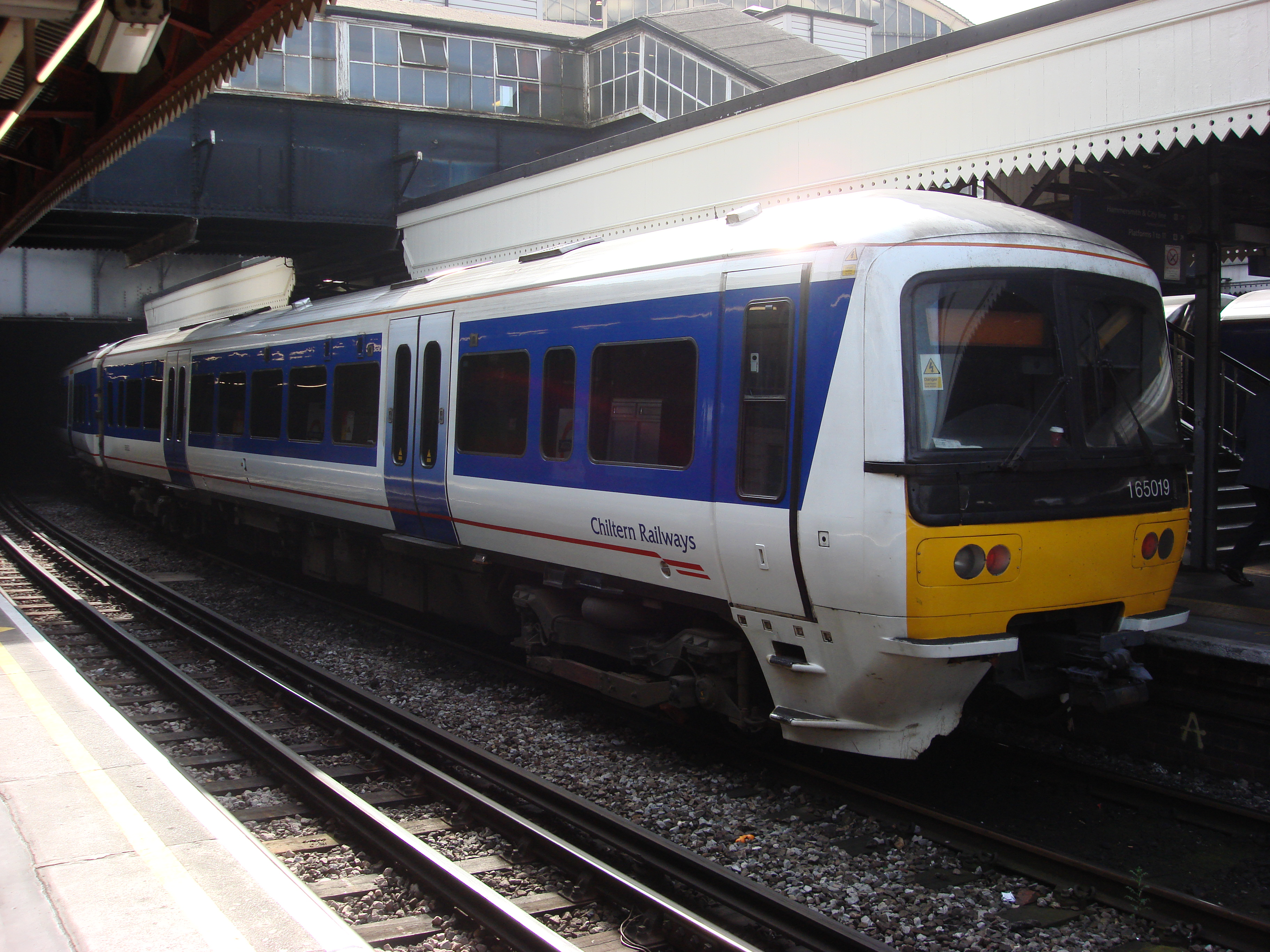
Pociąg w barwach Chiltern Railways